# Order Zasługi Cywilnej (Saksonia)
Saski Królewski Order Zasługi Cywilnej (niem. Königlich Sächsischer Zivilverdienstorden) – order nadawany za zasługi cywilne dla Królestwa Saksonii, nadawanym zarówno poddanym saskim jak i cudzoziemskim.

## Historia i insygnia
Order został ustanowiony 7 czerwca 1815 roku przez króla Saksonii i byłego księcia warszawskiego Fryderyka Augusta I w dzień jego powrotu  do Drezna z  Prus, gdzie był jeńcem wojennym od roku 1813. Ogłoszone 12 sierpnia 1815 statuty przewidywały trzy klasy odznaczenia: Krzyż Wielki, Komandorię z Gwiazdą i Krzyż Kawalerski. W roku 1849 order otrzymał ponadto według znanego schematu Orderu Legii Honorowej Komandorię II klasy (bez gwiazdy) i Krzyż Kawalerski II klasy oraz związany z orderem trzystopniowy medal.
Podział orderu w 1919:
- Krzyż Wielki,
- Krzyż Komandorski I Klasy,
- Krzyż Komandorski II Klasy,
- Krzyż Kawalerski I Klasy,
- Krzyż Kawalerski II Klasy,

oraz dodatkowo:
- Krzyż Zasługi (srebrny),
- Medal Zasługi (złoty).

Insygnium orderu był emaliowany na biało krzyż maltański bez kulek na zakończeniach ramion, z saskim Herbem Rucianym w medalionie awersu, otoczonym napisem Friedrich August , König von Sachsen, den 7. Juni 1815, z zielonym wieńcem dębowym w medalionie rewersu, otoczonym (w przypadku poddanych saskich) napisem Für Verdienst und Treue (Za zasługi i wierność) lub (przy nadaniach dla cudzoziemców) napisem Dem Verdienste – który w r. 1849 wprowadzono dla wszystkich odznaczonych. Ośmiopromienna srebrna gwiazda I klasy nosiła w środku medalion rewersu, gwiazda II klasy miała kształt rombu i ten sam medalion. Wstęga orderowa była biała z  zielonym paskiem po obu bokach, przy I klasie noszona z prawego ramienia na lewy bok. Medal noszony na wstążeczce orderu miał na awersie podobiznę założyciela, rewers był identyczny z rewersem krzyża.